# کی دیویس
کی دیویس (انگلیسی: Kay Davis; ۵ دسامبر ۱۹۲۰ – ۲۷ ژانویهٔ ۲۰۱۲) یک خواننده اهل ایالات متحده آمریکا بود.